# Ashley Fiolek
Ashley Fiolek (ur. 22 października 1990) – amerykańska była zawodniczka motocrossu, a obecnie aktorka kaskaderska. Brała udział w Mistrzostwach Motocrossowych AMA od 2008 do 2012 roku. Fiolek, która jest niesłysząca i porozumiewa się za pomocą amerykańskiego języka migowego, jest czterokrotną mistrzynią kraju w motocrossie kobiet AMA.

## Wczesne życie
Fiolek urodziła się w Dearborn w stanie Michigan i od urodzenia jest głucha, ale jej rodzice zdali sobie z tego sprawę dopiero, gdy miała około 3 lata. W sierpniu 1998 roku rodzina Fiolków przeprowadziła się do St. Augustine na Florydzie, dzięki czemu Ashley mogła uczęszczać do Florida School for the Deaf and Blind, największej tego typu szkoły w Stanach Zjednoczonych. W szkole uczyła się baletu, biegała na bieżni i grała w koszykówkę. Kiedy Fiolek skończyła ósmą klasę, rodzice postanowili rozpocząć naukę w domu.
Jako dziecko jej rodzina często jeździła do domku jej dziadka w Wolverine w stanie Michigan i godzinami jeździła po lesie. Mniej więcej w wieku trzech lat rodzice Fiolka podarowali jej Yamahę PW50, rower odpowiedni dla bardzo młodych rowerzystów. Jeździła na nim przez kilka lat, na kółkach treningowych, w towarzystwie rodziców.
Fiolek ma psa o imieniu Bambi.

## Kariera
Fiolek zaczęła ścigać się w wieku siedmiu lat. Była mistrzynią WMX Pro National 2008 po swoim pierwszym zawodowym zwycięstwie w WMA Pro National Hangtown. Wygrała także wiele wyścigów w sezonie 2009, w tym Moto 1 w Hangtown i w Glen Helen. Powtórzyła tytuł mistrzyni krajowej WMX Pro 2009, zajmując siódme miejsce na torze Steel City Raceway w Delmont w Pensylwanii 5 września 2009. Ukończyła ten wyścig z bólem związanym ze złamaniem obojczyka w wyniku rozlania płynu podczas wyścigu. W 2011 roku ponownie wygrała zawody WMX Pro Nationals. W 2012 roku uległa wypadkowi, po którym doznała wstrząśnienia mózgu i złamania kości ogonowej. Po prawie miesięcznej przerwie między wyścigami i czasie na regenerację wróciła do ścigania się w RedBud MX w Buchanan w stanie Michigan, gdzie rozpoczęła walkę o kolejny tytuł. Wygrała klasyfikację generalną w tym i dwóch kolejnych wyścigach w Washougal w stanie Waszyngton i Southwick w stanie Massachusetts. Wzięła udział w mistrzostwach krajowych WMX Pro 2012 w Lake Elsinore w Kalifornii.
W 2008 roku jako pierwsza kobieta w motocrossie znalazła się na okładce magazynu TransWorld Motocross. W 2009 roku została pierwszą kobietą, która podpisała kontrakt z amerykańskim zespołem Honda Racing i została nominowana do nagrody ESPN ESPY. We wrześniu tego roku została uznana przez DeafPeople.com za Osobę Niesłyszącą Miesiąca. W 2010 roku Fiolek opublikowała swoją autobiografię Kicking Up Dirt, napisaną wspólnie z Caroline Ryder. W 2011 roku Fiolek i jej jazda na motocrossie wystąpiły w reklamie Red Bulla. Była szóstą sportsmenką sponsorowaną przez Red Bulla, która wystąpiła w reklamie napoju energetycznego. W 2012 roku pojawiła się w jednym z numerów magazynu Vogue i przedstawiła wykład TEDx.
W 2010 roku Fiolek poznała Noorę Moghaddas, czołową zawodniczkę motocrossu na Bliskim Wschodzie, a obie kobiety nawiązały więź podczas jazdy i miały podobne cele, czyli poprawę warunków dla kobiet i dziewcząt w swoich krajach. Fiolek powiedziała: „Noora kontynuuje swoje wysiłki, aby pomóc Irańczykom nauczyć się jeździć konno, ścigać się i stać się silniejszymi. Mam nadzieję być częścią tej ważnej misji wraz z nią, abyśmy oboje mogli dzielić się naszą miłością do motocrossu z ludźmi w innych krajach! Wspaniale jest wiedzieć, że nasz świat naprawdę nie jest taki duży. Nawet jeśli mamy różne języki i kultury, wszyscy możemy się spotkać i dzielić czymś, co nas pasjonuje”.

### X 1Games
W 2009 roku zdobyła swój pierwszy złoty medal X Games w Moto X Super X kobiet na X Games 15. To uczyniło ją pierwszą niesłyszącą medalistką X Games i najmłodszą w historii mistrzynią Women’s Motocross Association. Fiolek zdobyła swój drugi z rzędu złoty medal X Games w Super X Women’s 31 lipca 2010 na X Games 16.
W 2011 roku na X Games 17 Fiolek podczas treningu rozbił się i stracił przytomność. Lekarze stwierdzili, że nie będzie w stanie startować w zawodach. W 2012 roku drugi rok z rzędu nie brała udziału w X Games 18 po wstrząśnieniu mózgu, którego doznała w wypadku 2 czerwca na torze WMX Moto 2 w Lakewood w Kolorado.

## Kariera kaskaderki
W czerwcu 2012 roku Fiolek pojawiła się w Conanie, będąc pierwszą osobą niesłyszącą w serialu. We wrześniu 2012 roku pojawiła się w jednym z odcinków Switched at Birth jako Robin Swiller, kierowca motocrossu, który zaczyna interesować się głównym bohaterem Emmettem Bledsoe. W tym samym miesiącu powiedziała ESPN.com: „To mój ostatni sezon w serii outdoorowej, ale na pewno nie w wyścigach! Przepraszam, będziesz musiał poczekać do listopada”. W 2013 roku powtórzyła, że odeszła z WMX.
W 2013 roku zagrała siebie w filmie No Ordinary Hero: The SuperDeafy Movie.
W lipcu 2014 roku rozpoczęła pracę jako kaskaderka motocyklowa podczas objazdowego programu Marvel Universe Live.